# Rauvolfia media
Rauvolfia media är en oleanderväxtart som beskrevs av Marcel Pichon. Rauvolfia media ingår i släktet Rauvolfia och familjen oleanderväxter. Inga underarter finns listade i Catalogue of Life.